# Dracophyllum townsonii
Dracophyllum townsonii is een plantensoort uit de heidefamilie (Ericaceae). Het is een rechtopstaande, spichtige boom met plukjes grasachtige, kromme bladeren. De bladeren zijn 130 tot 300 millimeter lang en 4,5 tot 12 millimeter breed. Jonge bladeren hebben een roze kleur. De witte bloemen groeien in trossen die vaak verborgen zijn door de bladeren.
De soort komt voor op het Zuidereiland van Nieuw-Zeeland, van de Whanganui-inham tot aan de zuidelijker gelegen plaats Hokitika. Hij groeit daar in vochtige gebieden in bergbossen en in struikgewas langs bergkammen en hellingen, op hoogtes variërend tussen 152 en 900 meter. De soort maakt veelal deel uit van de ondergroei, maar kan ook groeien in open gebieden.